# Entiminae

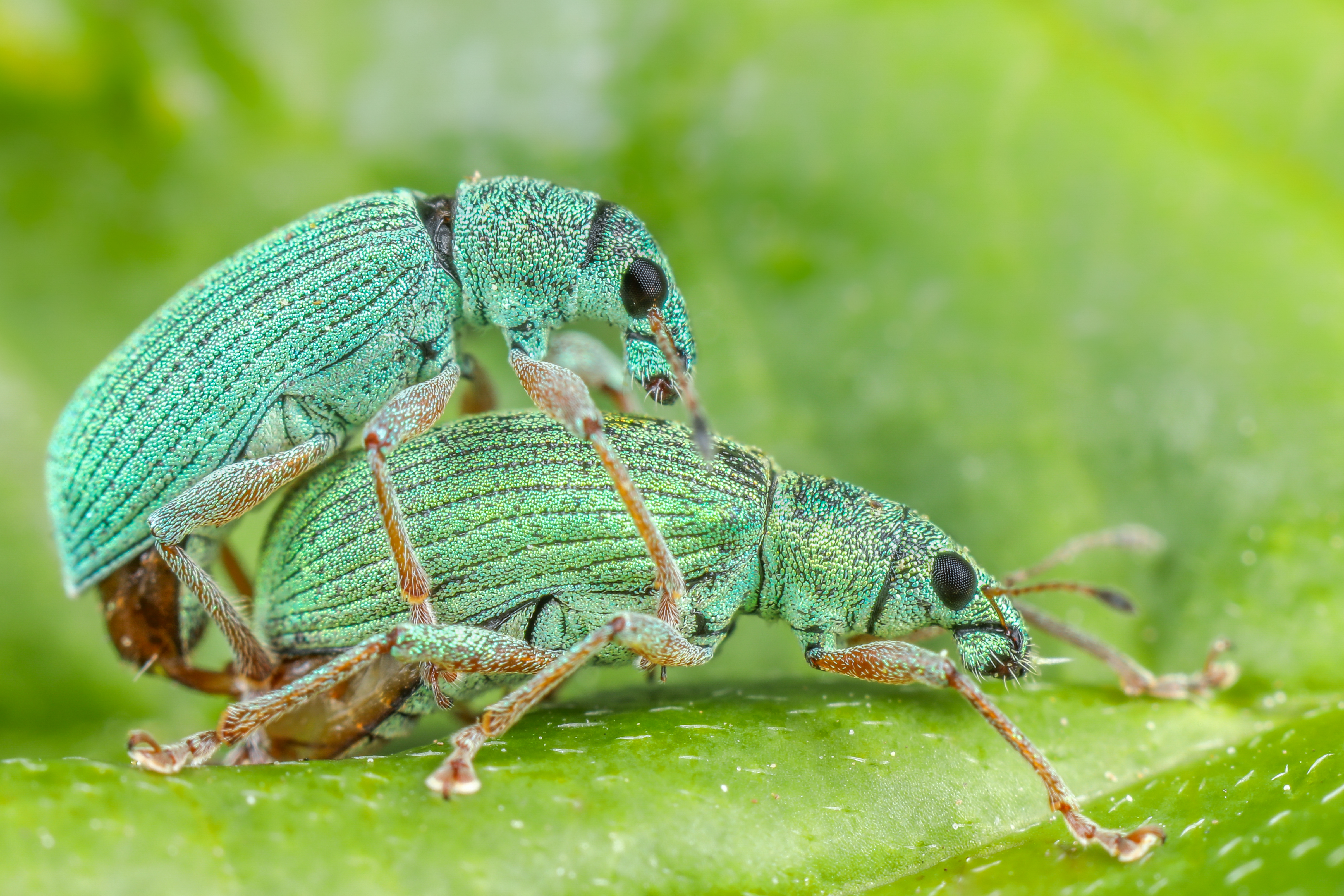
Kopulująca para naliściaków srebrniaków z plemienia Phyllobini

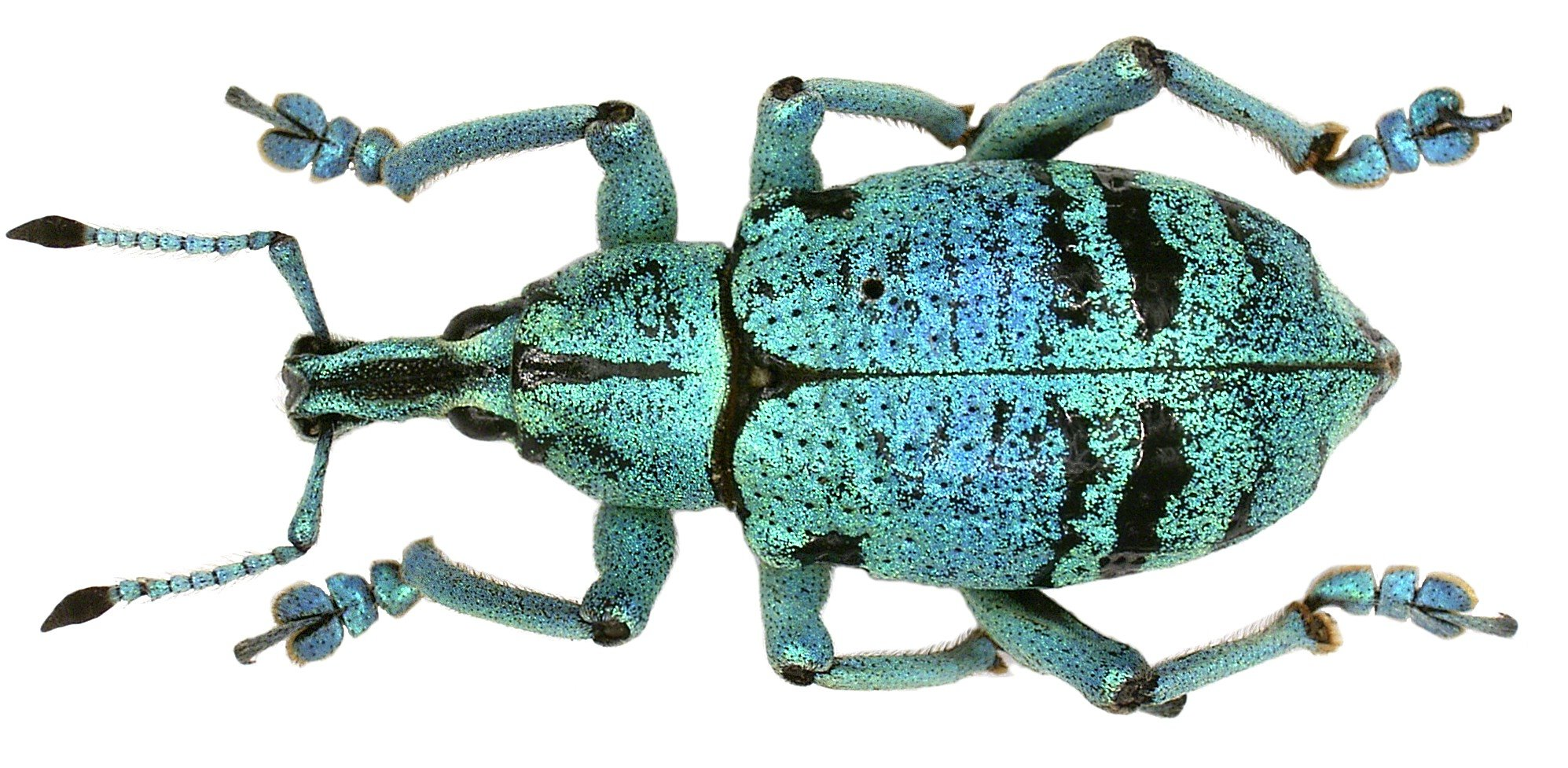
Eupholus humeralis z plemienia Eulophini

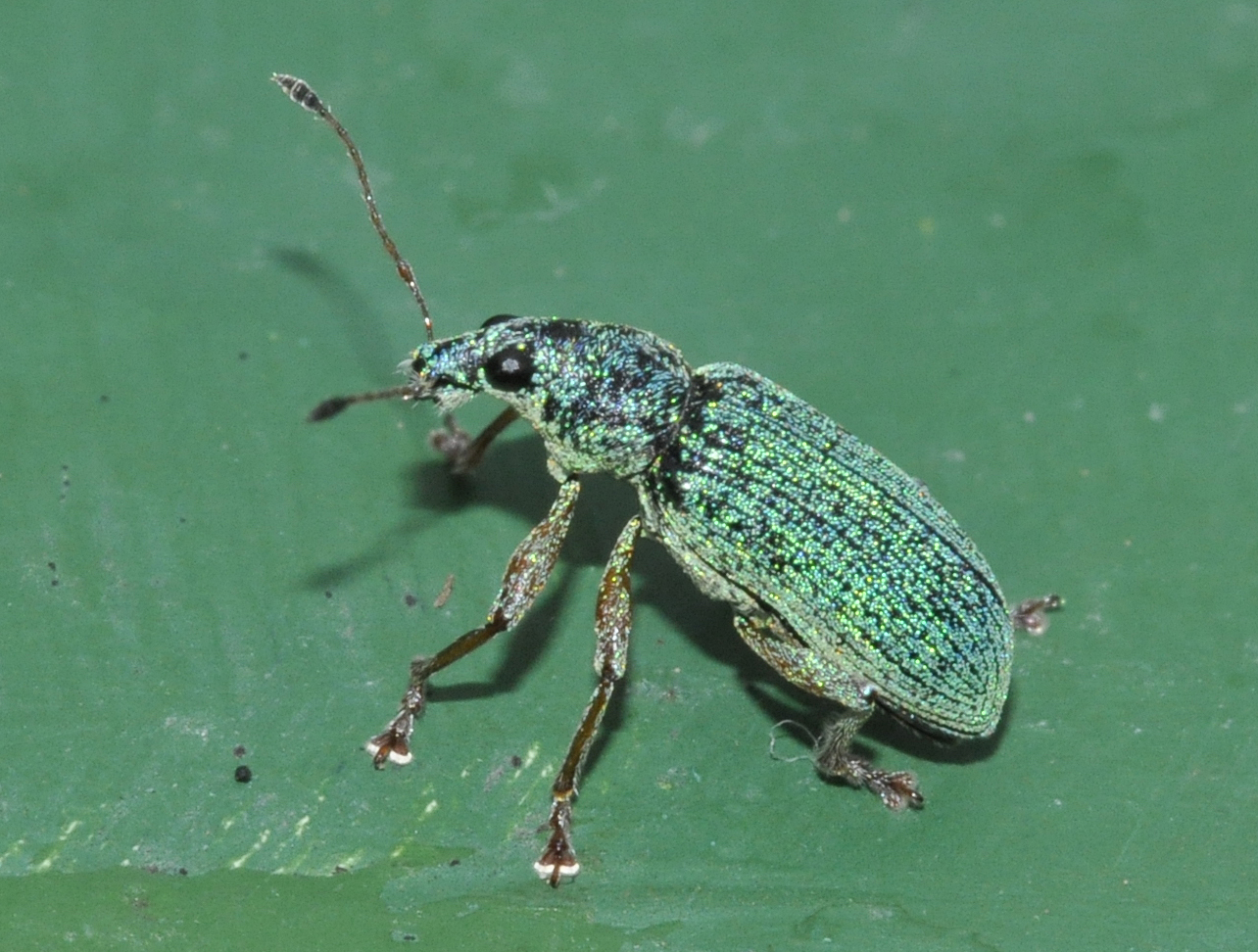
Obryzg szkółkowiec z plemienia Polydrusini

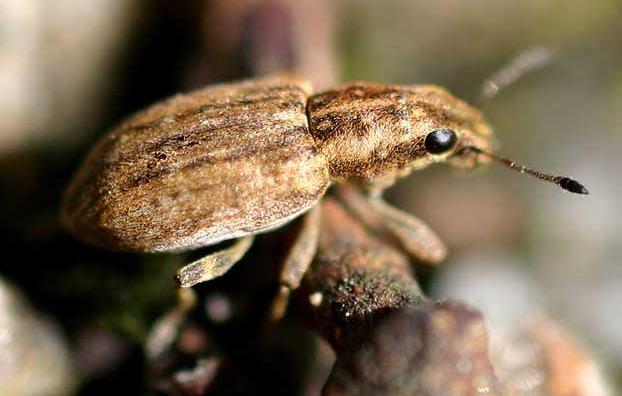
Oprzędzik pręgowany z plemienia Sitonini

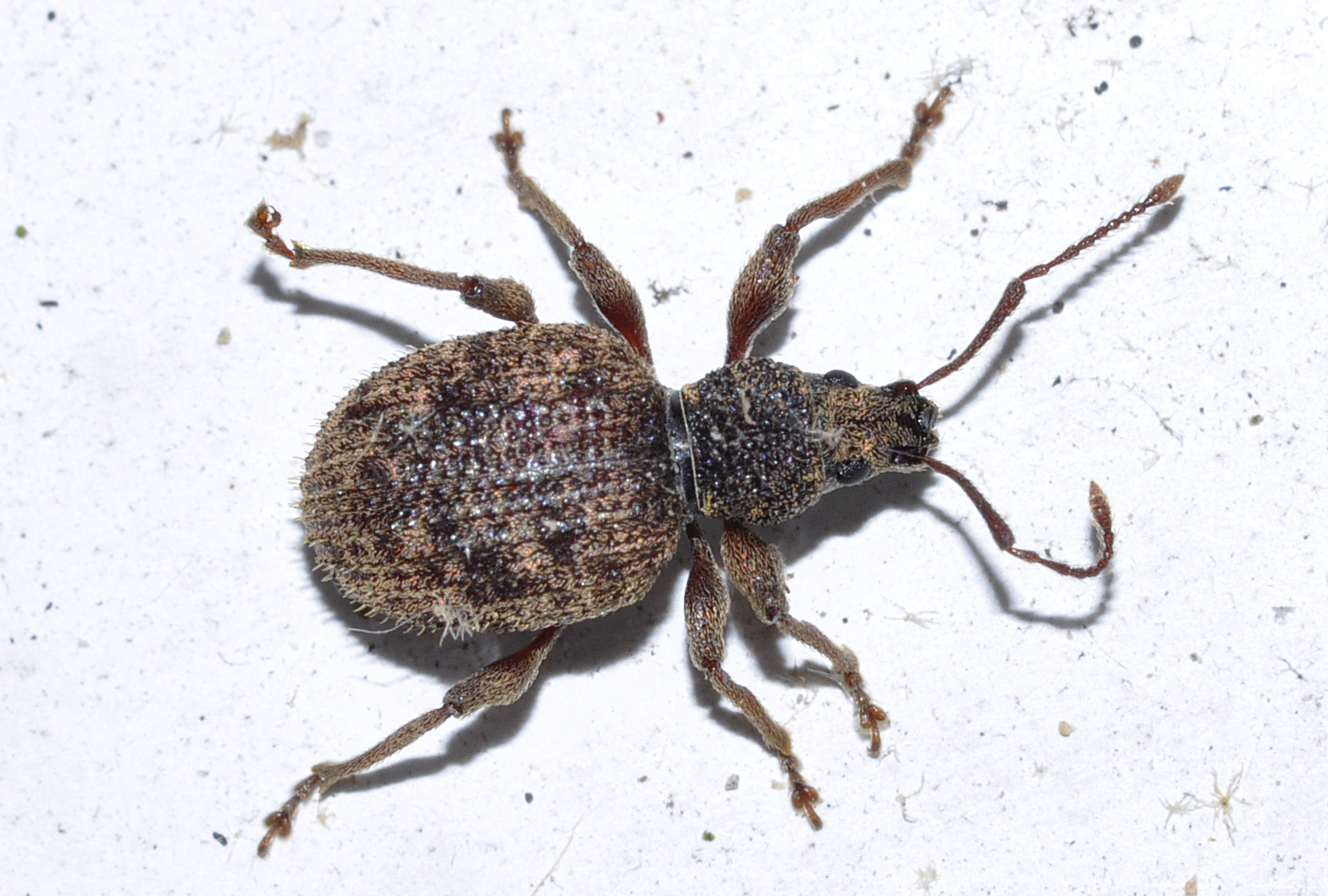
Otiorhynchus crataegi z plemienia Otiorhynchini

Eupholus schneideri z plemienia Eulophini

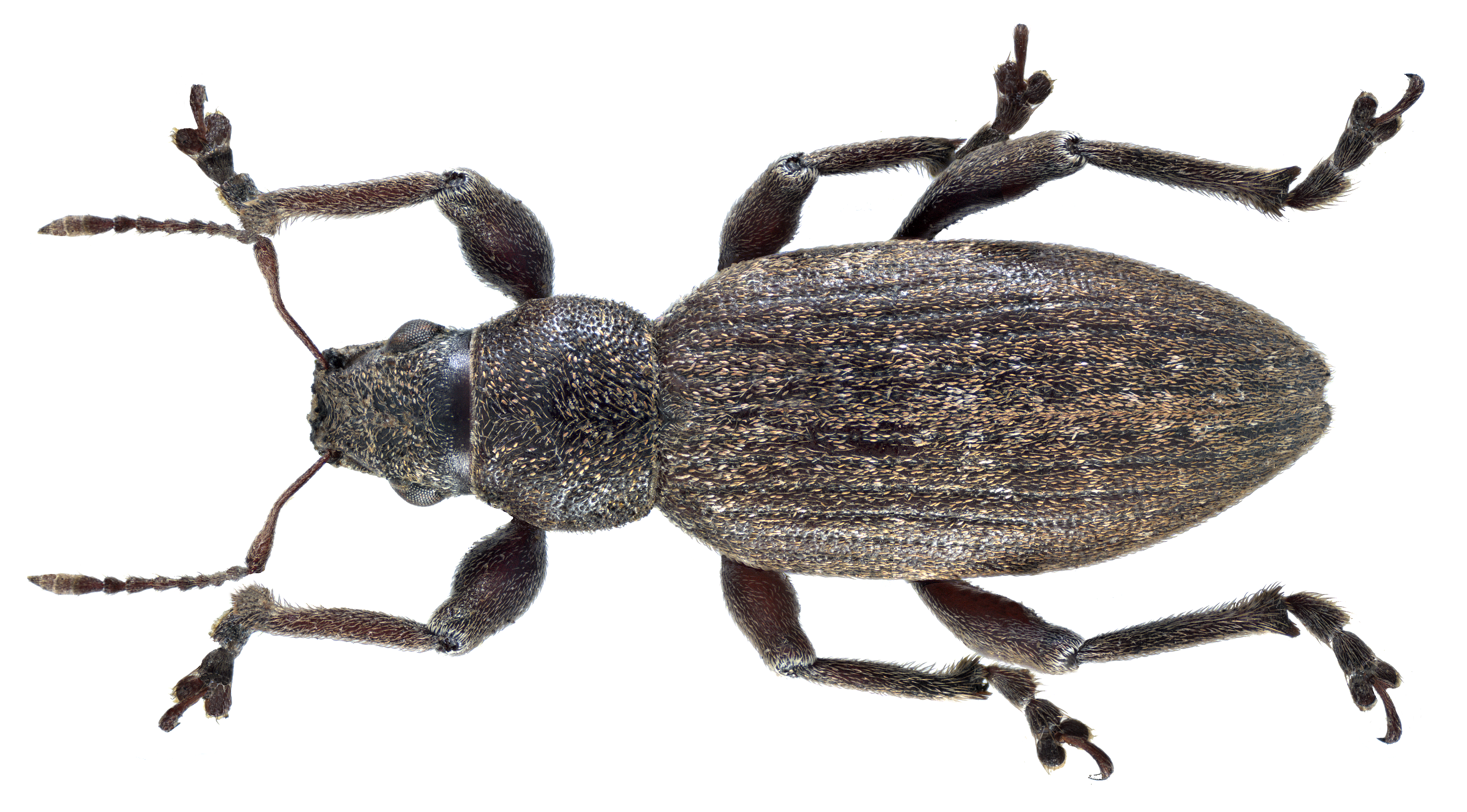
Brachyderes incanus z plemienia Brachyderini

Entiminae – podrodzina chrząszczy z podrzędu wielożernych i rodziny ryjkowcowatych. Kosmopolityczna. Obejmuje ponad 12 000 opisanych gatunków. Larwy przechodzą rozwój w glebie, rzadko w detrytusie lub drewnie. Postacie dorosłe żerują na nadziemnych częściach roślin.

## Morfologia
Głowa zaopatrzona jest krótki i gruby ryjek o długości rzadko osiągającej dwukrotność jego szerokości i nie większej niż długość reszty głowy. Dołki na czułki zwykle położone są na bokach ryjka i od góry częściowo zasłonięte, ale mogą też leżeć na jego grzbietowej powierzchni. Kolankowato zgięte czułki buduje 11 członów, z których 7 przypada na funikulus i 3 na zwartą buławkę. Oddalone od siebie na szerokość ryjka oczy złożone mają kształt prawie kolisty do jajowatego i zwykle skierowane są na boki. Szwy gularne są zbieżne, natomiast szwu między nadustkiem a wargą górną brak zupełnie. Krótkie i szerokie żuwaczki pozbawione są moli. Osobniki świeżo przeobrażone (teneralne) mają na przedzie żuwaczki wyrostek o rozmaitym kształcie, np. sierpowatym, liściowatym, szablastym czy kołkowatym. Wyewoluował on w związku z pierwotnym dla tej grupy przepoczwarczeniem w glebie. U zdecydowanej większości gatunków owe wyrostki szybko się odłamują, pozostawiając blizny na zewnętrznych brzegach żuwaczek, ale u niektórych zachowują się przez resztę życia.
Przedplecze, z nielicznymi wyjątkami, węższe jest od pokryw. Tarczka może być widoczna lub ukryta. Zakrywające cały odwłok pokrywy zazwyczaj mają 10 punktowanych rzędów, ale mogą być też zupełnie niepunktowane, rzadziej zaopatrzone są w rzędy nadliczbowe. Panewki bioder przedniej pary zamknięte są zarówno od strony zewnętrznej, jak i wewnętrznej. Panewki bioder pary środkowej są okrągławe do nieco poprzecznych. Skrzydła tylnej pary mogą być rozwinięte w różnym stopniu lub całkiem nieobecne.
Odwłok samic cechuje zwykle dobrze rozwinięte pokładełko, rzadko zredukowane lub zanikłe. Pochwa ich jest rurkowata i zesklerotyzowana. Torebka kopulacyjna może być dobrze rozwinięta, ale też może jej nie być wcale. U samców genitalia cechują się manubrium dobrze rozwiniętym, acz mniejszym od spiculum gastrale oraz pełnym, wąsko-pierścieniowatym tegmenem z paramerami zredukowanymi do nagich płatków lub całkowicie zanikłymi. Rynienkowate lub rurkowate, często zagięte prącie miewa w części proksymalno-grzbietowej parę apodem zwanych temonami. Endofallus może zawierać skleryciki, ale zwykle pozbawiony jest flagellum.

## Biologia i ekologia
Przedstawiciele podrodziny są fitofagami, nierzadko polifagicznymi. Cykl życiowy zwykle jest jednoroczny, rzadziej dwuletni. Postacie dorosłe ukazują się wiosną lub latem. Żerują na nadziemnych częściach roślin, najczęściej na liściach (foliofagi) i kwiatach. Większość rozmnaża się wyłącznie płciowo, ale u ponad 50 gatunków stwierdzono partenogenezę telitokiczną. Samice albo składają jaja w miejscach przypadkowych (najczęściej na liściach), albo wybierają do tego celu rozmaite szczeliny i zakamarki, często zabezpieczając je wydzieliną gruczołów dodatkowych. Większą część cyklu życiowego spędzają jako larwy, które, z nielicznymi wyjątkami, wolno żyją w glebie, żerując od zewnątrz na korzeniach roślin. Wyjątkami są tu Ectemnorhinini, których larwy żyją przy powierzchni gleby wśród mat detrytusu, oraz larwy Pachyrhynchini, które drążą chodniki w gałęziach drzew i w nich się przepoczwarczają. Liczba stadiów larwalnych waha się w tej podrodzinie od czterech u Premnotrypes latithorax do jedenastu u Naupactus leucoloma. Zimowanie odbywa się w ostatnim stadium larwalnym (określanym jako przedpoczwarka), a przepoczwarczenie następuje w cieplejszym okresie.

## Rozprzestrzenienie
Podrodzina kosmopolityczna. Większość plemion ograniczona jest w swym zasięgu do jednej krainy zoogeograficznej, a niektóre do jeszcze mniejszych obszarów, np. Anomophthalmini do Patagonii, Nothognathini do Indii, Ophtalmorrhynchini do Afryki Środkowej, Elytrurini do Polinezji, a Laparocerini do Makaronezji. W dwóch krainach zoogeograficznych występuje około 10 plemion, a w większej ich liczbie tylko kilka. Na terenie Polski stwierdzono 192 gatunki (zob. Entiminae Polski).

## Systematyka
Takson ten wprowadzony został w 1823 roku przez Carla Johana Schönherra pod nazwą Entimides. Współcześnie definiowane obejmują ponad 12 000 opisanych gatunków z około 1370 rodzajów, będąc najliczniejszą podrodziną ryjkowcowatych. Według pracy P. Boucharda i innych z 2011 roku podrodzinę tę dzieli się na 53 plemiona:
- Agraphini Horn, 1876
- Alophini LeConte, 1874
- Anomophthalmini Morrone, 1998
- Anypotactini Champion, 1911
- Blosyrini Lacordaire, 1863
- Brachyderini Schönherr, 1826
- Celeuthetini Lacordaire, 1863
- Cneorhinini Lacordaire, 1863
- Cratopodini Hustache, 1919
- Cylydrorhinini Lacordaire, 1863
- Cyphicerini Lacordaire, 1863
- Ectemnorhinini Lacordaire, 1863
- Elytrurini Marshall, 1956
- Embrithini Marshall, 1942
- Entimini Schönherr, 1823
- Episomini Lacordaire, 1863
- Eudiagogini LeConte, 1874
- Eupholini Günther, 1943
- Eustylini Lacordaire, 1863
- Geonemini Gistel, 1848
- Holcorhinini Desbrochers des Loges, 1898
- Hormorini Horn, 1876
- Laparocerini Lacordaire, 1863
- Leptostethini Lacordaire, 1863
- Lordopini Schönherr, 1823
- Mesostylini Reitter, 1913
- Myorhinini Marseul, 1863
- Nastini Reitter, 1913
- Naupactini Gistel, 1848
- Nothognathini G.A.K. Marshall, 1916
- Omiini Shuckard, 1840
- Oosomini Lacordaire, 1863
- Ophryastini Lacordaire, 1863
- Ophtalmorrhynchini Hoffmann, 1965
- Otiorhynchini Schönherr, 1826
- Ottistirini Heller, 1925
- Pachyrhynchini Schönherr, 1826
- Peritelini Lacordaire, 1863
- Phyllobiini Schönherr, 1826
- Polycatini Marshall, 1956
- Polydrusini Schönherr, 1823
- Premnotrypini Kuschel, 1956
- †Pristorhynchini Heer, 1847
- Prypnini Lacordaire, 1863
- Psallidiini Lacordaire, 1863
- Rhyncogonini Sharp, 1919
- Sciaphilini Sharp, 1891
- Sitonini Gistel, 1848
- Tanymecini Lacordaire, 1863
- Tanyrhynchini Schönherr, 1826
- Thecesternini Lacordaire, 1863
- Trachyphloeini Gistel, 1848
- Tropiphorini Marseul, 1863
- Typhlorhinini Kuschel, 1954